# Radio Moscow (группа)
Radio Moscow (русск. Радио Москва) — американская рок-группа, основанная Паркером Григгзом в 2003 году в городе Стори, штат Айова. На данный момент группа включает трех постоянных участников: Паркер Григгз (гитара, вокал, а также ударные на студийных работах), Энтони Майер (бас-гитара) и Пол Мейрон (ударные). Выпустила пять студийных альбомов на независимом лейбле Alive Naturasound Records.

## История

### Ранние годы
До создания группы, Паркер Григгз записывался под псевдонимом Garbage Composal. После окончания записи, Григгз начал сотрудничество с басистом Сереной Роуз и дуэт переехал в штат Колорадо. Там Григгз посетил концерт группы The Black Keys, и ему удалось передать демозаписи в руки её участника — Дэна Ауэрбаха, который помог ему связями с инди-лейблом Alive Naturalsound Records. Именно в этот период был записан материал, включенный в 2012 году в сборник 3 & 3 Quarters (русск. 3 и 3 четверти).

### Radio Moscow
По возвращении группы в Айову, Люк МакДафф стал новым её басистом. В 2006 был записан дебютный альбом Radio Moscow с одноимённым названием, спродюсированный Ауэрбахом и увидевший свет в феврале 2007 года. Через некоторое время после выпуска альбома, Люк МакДафф был заменен Заком Андерсоном.

### Brain Cycles&The Great Escape of Leslie Magnafuzz
После 2007 года, Radio Moscow выступали с туром во многих регионах планеты, с Кейтом Ричем, Тодом Стивенсом и Полом Мэйроном на ударных (на концертных выступлениях). Второй альбом «Brain Cycles» (русск. «Мозговые циклы») был выпущен в апреле 2009 года, на этот раз спродюсированный участниками группы самостоятельно.
Позднее, Radio Moscow выпустили свой третий альбом The Great Escape of Leslie Magnafuzz (русск. «Великий побег Лесли Магнатуз») в октябре 2011 года. Ранее не изданный альбом, названный 3 & 3 Quarters, состоящий из демозаписей, записанных Григгзом в 2003 году, выпущен в апреле 2012 года. Во время концерта в поддержку альбома между Паркером и барабанщиком Берри возник физический конфликт на сцене, и Берри бросил в голову Паркера гитару, нанеся ему тяжелую рану, в результате Григгзу было наложено 14 швов. Зак Андерсон и Кори Берри сразу же покинули группу и основали шведскую рок-группу Blues Pills.

### Magical Dirt
На своем веб-сайте Radio Moscow объявили о своих планах выпустить свой четвёртый альбом где-то в 2013 году. Басист Билли Элсворт покинул группу в июле и был заменен Энтони Майером. 15 июля 2013 года группа объявила, о большом прогрессе в создании альбома. 11 декабря 2013 года было анонсировано, что запись последнего альбома будет начата в этом месяце. Альбом был завершен 22 января 2014 года, 11 февраля было объявлено название — Magical Dirt (русск. «Волшебная грязь»), выпущен он был 22 июня.

### New Beginnings
19 января 2017 года Radio Moscow анонсировали о сотрудничестве с лейблом Century Media Records и началом работы над пятым студийным альбомом. Первый альбом на новом лейбле было решено назвать «New Beginnings» (русск. «Новые Начинания») и выпустить 29 сентября. Было объявлено о туре по Европе «The Drifting Tour», включая несколько фестивалей со специальным гостем — Kaleidobolt.

## Музыкальный стиль и влияние
Стиль Radio Moscow часто сравнивают со стилем блюз-рок-групп 1960—1970-х годов, в частности пауэр-трио, такие как Cream, The Jimi Hendrix Experience, The Pretty Things, The Who и Blue Cheer. Обозревая дебютный альбом Radio Moscow для веб-сайта AllMusic, Грег Прето описал звучание группы как «возврат к классическому року 70-х», сравнивая с некоторыми песнями таких артистов, как Ram Jam, The Allman Brothers Band и The Jeff Beck Group. После выпуска Brain Cycles, коллектив иногда упоминается, как пример исполнителя жанра стоунер-рок.

## Участники

### На данный момент
- Паркер Григгз — вокал, гитара, ударная установка, перкуссия (с 2003 года)
- Энтони Майер — бас-гитара (с 2013 года)
- Пол Мейрон — ударная установка (2010, с 2012 года)

### Бывшие участники
- Серена Роуз — бас-гитара (2003-2006 годы)
- Люк МакДафф — бас-гитара (2006-2007 годы)
- Зак Андерсон — бас-гитара (2007—2012 годы)
- Билли Элсворт — бас-гитара (2012—2013 годы)
- Кори Берри — ударная установка (2007, 2009-2012 годы на концертах)
- Кейт Рич — ударная установка (2007-2008 годы на концертах)
- Тодд Стивенс — ударная установка (2007—2008 годы на концертах)
- Лонни Блентон — ударная установка (2012 год на концертах)

## Дискография

### Студийные альбомы
- Radio Moscow (2007, Alive Naturalsound Records)
- Brain Cycles (2009, Alive Naturalsound Records)
- The Great Escape of Leslie Magnafuzz (2011, Alive Naturalsound Records)
- Magical Dirt (2014, Alive Naturalsound Records)
- New Biginnings (2017, Century Media Records)

### Концертные альбомы
- Live! In California (2016, Alive Naturalsound Records)

### Мини-альбомы
- Rancho Tehama EP (2013, Alive Naruralsound Records)

### Сборники
- 3 & 3 Quarters (2012, Alive Naturalsound Records) — коллекция демозаписей, сделанных Паркером Григгзом до формирования группы